# 6 Pułk Saperów (II RP)
6 Pułk Saperów im. gen. Ignacego Prądzyńskiego  (6 psap) – oddział saperów Wojska Polskiego II RP.

## Historia
6 Pułk Saperów został sformowany 25 maja 1921 roku z połączenia 5 bsap mjr. Kazimierza Hackbella, 11 bsap mjr. Stefana Pomirskiego i 12 bsap mjr. Jakuba Pawłowicza.
19 maja 1927 roku Minister Spraw Wojskowych marszałek Polski Józef Piłsudski ustalił i zatwierdził dzień 13 sierpnia, jako datę święta pułkowego.
Na początku 1929 roku oddział został skadrowany i otrzymał nazwę „kadra 6 Pułku Saperów”. Z końcem stycznia 1929 roku w kadrze pozostało trzech oficerów, a pozostali zostali przeniesieni do innych oddziałów. 25 marca 1930 roku do kadry zostało przeniesionych 19 oficerów rezerwowych i 3 oficerów pospolitego ruszenia. Wiosną 1931 roku kadra została rozformowana. Oficerowie z dniem 1 kwietnia 1931 roku zostali przeniesieni na nowe stanowiska służbowe.

## Żołnierze 6 psap
Dowódcy pułku
- ppłk Emanuel Homolacs (do XI 1922[5])
- ppłk Wacław de Lippe Lipski (XI 1922[5] – VIII 1924[6])
- ppłk Gustaw Leonard Herman Stankiewicz[a] (VIII 1924[8] – †5 I 1925[9])
- płk SG Karol Schramm (10 IV 1925[10] – 5 V 1927)
- ppłk dypl. Stanisław Miniewski (od 5 V 1927)

Zastępcy dowódcy pułku
- mjr / ppłk Leon Wrazidło (XI 1922[5] – 1925[11])
- mjr Jerzy Sochocki (VIII 1925 – VII 1929)